# ヤチェク・ドゥカイ
ヤツェク・ユゼフ・ドゥカイ（ポーランド語: Jacek Józef Dukaj、1974年7月30日 - ）は、ポーランド共和国タルヌフ出身の小説家、SF作家。16歳の時に短編小説Złota Galeraでデビューしてから数多くの文学賞を受賞しており、作品は英語、ドイツ語、ロシア語、チェコ語、ハンガリー語に翻訳されるなど、国内外で高い評価を受けている。

## 経歴
ドゥカイはヤギェウォ大学で哲学を学んでいた。最初に読んだサイエンス・フィクションはスタニスワフ・レムの『捜査』(Śledztwo)であり、この作品に強い印象を受けたドゥカイは自身でもサイエンス・フィクションというジャンルで小説を書くことを決めた。1990年に初の短編小説Złota GaleraがSF専門雑誌ファンタスチカ(Fantastyka)に掲載され、作家としてデビューする。
ドゥカイの作品のテーマには、技術的特異点、ナノテクノロジー、バーチャルリアリティを扱ったものが比較的多い。また評価する現代のSF作家としてはグレッグ・イーガンを挙げている。

## 作品リスト

### 長編小説
- Xavras Wyżryn(1997)
- Aguerre w świcie(2001)
- Czarne oceany(2001) - 2001年度のJanusz A. Zajdel Awardを受賞
- Córka łupieżcy(2002)
- Extensa(2002)
- Inne pieśni (2003) - 2003年度のJanusz A. Zajdel Awardを受賞
- Perfekcyjna niedoskonałość(2004) - 2004年度のJanusz A. Zajdel Awardを受賞
- Ice(2007)
- Wroniec (2009)
- Science Fiction(2011)

### 短編集
- W kraju niewiernych(2000)
- Xavras Wyżryn i inne fikcje narodowe(2004)
- Król Bólu(2010)